# Педру Шагаш Фрейташ
Педру Шагаш Фрейташ (на португалски: Pedro Chagas Freitas) е съвременен португалски писател и журналист.

## Биография
Роден е в Гимараеш, Португалия на 25 септември 1979 г. Завършва университет в Лисабон.
Педру Шагаш Фрейташ е сред най-популярните писатели в Португалия. Има издадени над двайсет книги. Работи като журналист, рекламен редактор, сценарист и лектор по творческо писане. За малко повече от година новата му книга „Обещавам ти провал“ претърпява повече от 30 преиздания в Португалия. Продадените екземпляри достигат 150 000 бр. Романът излиза в Италия през август 2015 г., където са продадени над 200 000 копия.
В България е издаден романът „Обещавам ти провал“ от ИК „СофтПрес“ през 2015 г.

## Произведения
- Mata-me (2005)
- O Evangelho da Alucinação (2006)
- Já Alguma Vez Usaste o Sexo sem Necessitares de Usar o Corpo? (2007)
- A Guerra da Secessão: 1861 – 1865 (2007)
- Os Dias na Noite (2008)
- A Pele do Medo (2010)
- As Incongruências da Sorte (2010)
- Porque Ris Sabendo que Vais Morrer (2010)
- Gotas de Dor (2010)
- Espasmos de Pânico (2010)
- Espasmos d'Alma (2010)
- Só os Feios é Que São Fiéis (2010)
- Chãos Pisados (2010)
- Separação de Males (2010)
- Envelhenescer (2010)
- Os Fragmentos de Chagas (2011)
- Eu Sou Deus (Chiado Editora, 2012)
- Ou é Tudo ou Não Vale Nada (2012)
- In Sexus Veritas (2013)
- Prometo Falhar (2014)
Обещавам ти провал, изд.: Софтпрес, София (2015), прев. Илияна Чалъкова
- Queres Casar Comigo Todos os Dias? (2015)